# Mendesina
Mendesina is een kevergeslacht uit de familie van de boktorren (Cerambycidae). De wetenschappelijke naam van het geslacht werd voor het eerst geldig gepubliceerd in 1974 door Lane.

## Soorten
Mendesina is monotypisch en omvat slechts de volgende soort:
- Mendesina carinithorax (Mendes, 1938)